# Nanoarchaeum equitans
Nanoarchaeum equitans je vrsta morskih arhej, ki jo je odkril leta 2002 v hidrotermalnem izviru ob obali Islandije na grebenu Kolbeinsey Karl Stetter. Ta organizem je edini predstavnik rodu Nanoarchaeum in so ga predlagali kot prvo vrsto novega debla. Seve tega mikroba so našli tudi na subpolarnem srednjeoceanskem grebenu in v bazenu Obsidian v narodnem parku Yellowstone. Ker uspeva pri temperaturah okoli 80°C, ga uvrščamo med termofile. Najboljše pogoje za rast ima pri pH 6 in 2-odstotni slanosti. Zdi se, da je Nanoarchaeum obvezni simbiont arheje Ignicoccus – za preživetje mora biti v stiku s svojim gostiteljem. Sam ne more tvoriti lipidov, ampak jih pridobiva od gostitelja. Njegove celice so zelo majhne, premera le 400 nm, kar ga uvršča med najmanjše znane organizme in najmanjše znane arheje.
Genom N. equitans je sestavljen iz enega samega krožnega kromosoma, povprečna vsebnost GC pa znaša 31,6%. Manjkajo mu skoraj vsi geni,  ki so potrebni za tvorbo aminokislin, nukleotidov, kofaktorjev in lipidov, vendar ima vse gene, ki so potrebni za popravilo in podvajanje DNK. V njegovem genomu so tudi geni za beljakovine, ki sodelujejo pri rekombinaciji, kar pomeni, da lahko izvaja homologno rekombinacijo. Kar 95% njegove DNK kodira beljakovine ali stabilne RNA molekule.
N. equitans ima majhne izrastke, ki izhajajo iz njegove krožne strukture. Površina celice je prekrita s tanko plastjo v obliki mreže (sloj S), ki celici daje oporo in jo ščiti.